# Cantón de Plouaret
El cantón de Plouaret era una división administrativa francesa, que estaba situada en el departamento de Costas de Armor y la región de Bretaña.

## Composición
El cantón estaba formado por nueve comunas:
- Le Vieux-Marché
- Loguivy-Plougras
- Plouaret
- Plounérin
- Plounévez-Moëdec
- Plougras
- Pluzunet
- Tonquédec
- Trégrom

## Supresión del cantón de Plouaret
En aplicación del Decreto n.º 2014-150 de 13 de febrero de 2014, el cantón de Plouaret fue suprimido el 22 de marzo de 2015 y sus 9 comunas pasaron a formar parte; siete del nuevo cantón de Plestin-les-Grèves y dos del nuevo cantón de Bégard.